# سفارة فرنسا في السنغال
سفارة فرنسا في السنغال هي أرفع تمثيل دبلوماسي لدولة فرنسا لدى السنغال. تقع السفارة في داكار وهي تهدف لتعزيز المصالح الفرنسية في السنغال.

## وصلات خارجية
- الموقع الرسمي
- قائمة سفارات فرنسا
- قائمة السفارات في السنغال